# Петрина (Костел)
Петрина (словен. Petrina) — поселення в общині Костел, регіон Південно-Східна Словенія, Словенія. Висота над рівнем моря: 228,4 м.